# Vlaamse Vereniging van Studenten
Pour les articles homonymes, voir VVS.
La Vlaamse Vereniging van Studenten ou l'Association Flamande des Étudiants, en abrégé VVS, est l'organisation de représentation étudiante au sein des institutions de l'enseignement supérieur dans la Communauté Flamande. La VVS est la voix des étudiants des conseils affiliés. À noter enfin, qu'elle est affiliée au niveau supranational à l'Union des étudiants d'Europe (ESU).
La Vlaamse Scholierenkoepel est une association similaire pour l'enseignement secondaire.

## Méthode
VVS représentent l'opinion des étudiants dans les institutions liées à l'éducation et des affaires courantes.

## Histoire
VVS a été fondée en 1938 comme une Association d'Étudiants Flamands (Vereniging der Vlaamse Studenten), plus tard, l'Association Flamande des Étudiants (Vereniging van Vlaamse Studenten). Cet organisme avait automatiquement comme membre tous les étudiants belges qui parlait le néerlandais (Flamand). Cette adhésion était automatique même si les étudiants pouvaient, toutefois, se désinscrire. VVS est dans ces premières années, en surtout présente dans les universités de Louvain et de Gand. Les conflits entre les étudiants orientés de gauche et de droite à l'intérieur de la VVS a remis en question l'adhésion automatique à partir des années 1970. Ce principe d'adhésion a évolué à l'VVS en 1977 vers une affiliation de choix. Pendant les années 1970 et 1980 la VVS a été majoritairement tiré par l'aile gauche de l'organisation, qui a utilisé durant la période de 1974 à 1990 comme sous-titre VVS-Studentenvakbeweging ou VVS-SVB, c'est-à-dire VVS-Syndicalisme étudiant.

## Objectifs
La VVS est un lieu de défense des droits des élèves et des étudiants potentiels dans le contexte plus large de la démocratisation de l'enseignement. Pour la VVS, ce qui signifie que chacun a le droit, sans barrières financières, matérielles, socio-culturels ou autres et selon ses capacités, à l'éducation de son choix. La démocratisation est, en d'autres termes l'égalité des chances.
La VVS s'est fixé les objectifs suivants : 
1. de représenter les droits et intérêts de tous les étudiants de l'enseignement supérieur de la Communauté Flamande, sans aucune forme de discrimination;
2. de développer des activités sur la démocratisation du système d'éducation et de la défendre;
3. de poursuivre une éducation de la plus haute qualité, car la démocratisation d'un enseignement qui n'est pas de qualité ou l'éducation de haute qualité qui n'est pas démocratique, sont toutes les deux inutiles.
4. de lutter pour des institutions démocratiques qui prennent suffisamment en compte l'avis des étudiants.
5. de pousser pour la démocratisation de la société, de s'engager pour les droits démocratiques et les libertés fondamentales car la démocratisation de l'enseignement n'est possible que dans une société démocratique.

## Structure

### Assemblée Générale
L'Assemblée Générale est le cœur de la VVS. C'est ici que les positions sont votées. L'AG se compose des représentants des étudiants par les divers conseils locaux de la communauté flamande. L'AG est donc une sorte de pouvoir législatif, et élit chaque année un Conseil d'Administration (Conseil de gestion), qui peut être vu comme le pouvoir exécutif.

### Des groupes de travail
Dans le giron de l'assemblée Générale, il y a les groupes de travail qui ont été établis. Il existe trois groupes de travail: éducation, social et international. Voici en petits groupes, composé de représentants des différents conseils des élèves le travail de préparation des positions qui sont finalement ratifiés par l'assemblée générale.

### Conseil d'administration
Le conseil d'administration (Conseil de gestion) peut être vu comme le pouvoir exécutif. Sa tâche consiste à porter et à défendre à l’extérieur les positions occuvotées par l'AG. Le Conseil d'administration organise également le personnel et nomme et révoque les membres du personnel. Les membres du CA sont élus chaque année au sein de l'AG.

### Le personnel
Ce sont les employés rémunérés qui assurent la continuité malgré les allées et venues. Ils fournissent également le soutien logistique, ...

## Ancienne personnalités de la VVS
- Hugo Coveliers
- Freddy Van Gaever
- Hugo Van den Berghe
- Wilfried Martens
- Johan Van Hecke
- Kris Merckx
- Ludo Martens
- Willy Claes
- Luc Van den Bossche
- Paul Goossens
- Stefan Blommaert
- Frank Vandenbroucke
- Leo Hellemans
- Mon Vanderosteyne
- Louis van Dievel
- Gaston Geens
- Jos Chabert
- Bart De Schutter
- Wim Schamp, directeur de la publicité
- Paul Devlies